# 263 (tal)
263 är det naturliga talet som följer 262 och som följs av 264.

## Inom vetenskapen
- 263 Dresda, en asteroid.

## Inom matematiken
- 263 är ett udda tal.
- 263 är ett primtal.